# Puny alçat

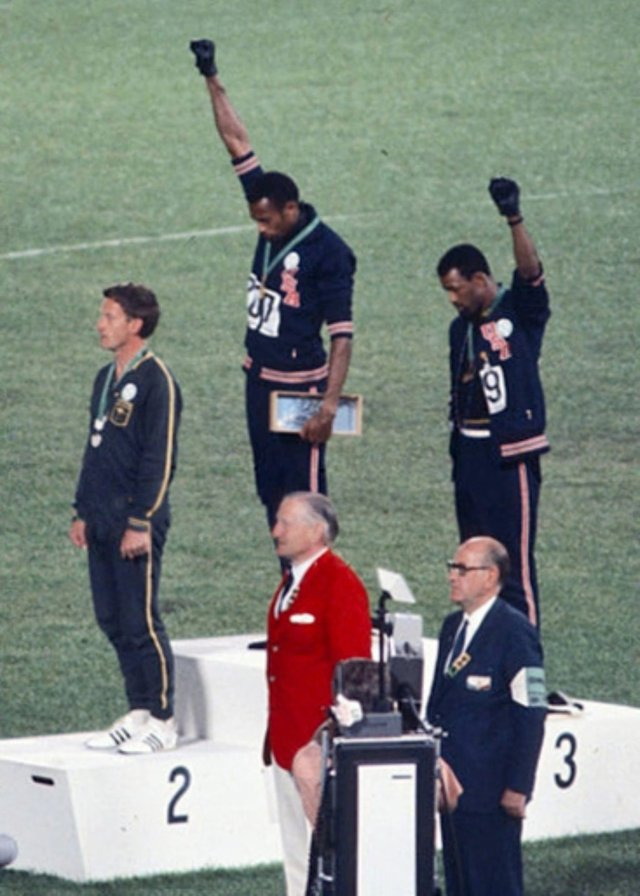
John Carlos i Tommie Smith amb el puny alçat com a protesta als Jocs Olímpics d'Estiu de 1968.

El puny alçat (també conegut com a puny tancat) és un símbol de solidaritat i suport. També és utilitzat com a salutació per expressar unitat, força, desafiament o resistència. La salutació es remunta a l'antiga Assíria on s'utilitzava com un símbol de resistència. És utilitzat principalment per activistes d'esquerra, com ara: marxistes, anarquistes, comunistes, pacifistes i feministes.